# Ilse Werner

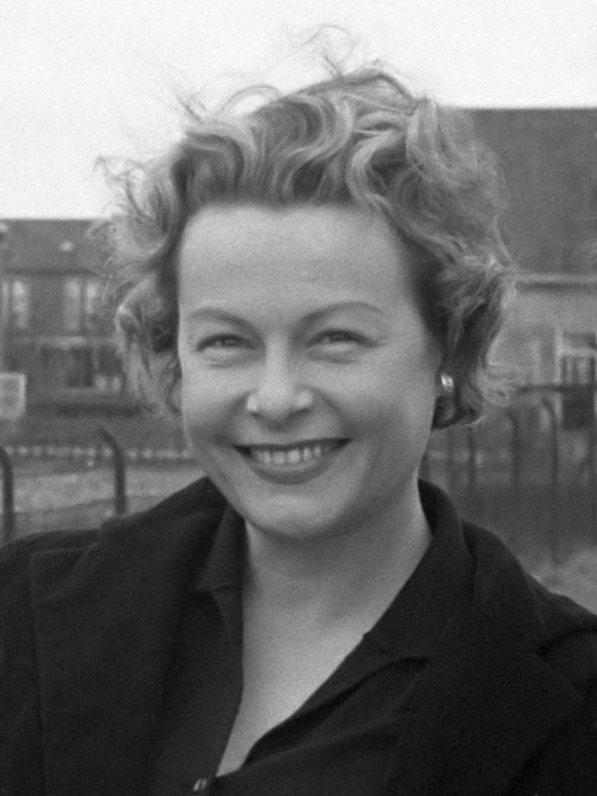
Ilse Werner, 1961.

Ilse Werner, född 11 juli 1921 i Batavia, Nederländska Ostindien (nuvarande Jakarta, Indonesien), död 8 augusti 2005 i Lübeck, Tyskland, nederländsk-tysk skådespelare.

## Filmografi (urval)
- 1950 - Våld i hemlighet
- 1944 - Människor i hamn
- 1943 - Münchhausen
- 1942 - Det regnar musik
- 1941 - U-båt västerut!
- 1940 - Önskekonserten
- 1939 - Bel Ami